# 塩川洋介
塩川 洋介（しおかわ ようすけ）は、日本のゲームクリエイター。ファーレンハイト213株式会社代表取締役、大阪成蹊大学芸術学部客員教授。

## 概要
バンタンゲームアカデミーシナリオライター科出身。2000年にスクウェアに入社。2009年にスクウェア・エニックスの北米支社に出向し、『MURDERED 魂の呼ぶ声』のディレクターを務める。そのほか、『キングダム ハーツ』『キングダム ハーツII』『ディシディア ファイナルファンタジー』『Death By Cube』、『いけにえと雪のセツナ』の制作に関与する。
その後、当時のスクウェア・エニックス代表取締役社長である和田洋一からの紹介をきっかけにスマートフォン専用アプリゲーム『Fate/Grand Order』に関わることになる。2015年8月の配信開始当初、『Fate/Grand Order』は長時間のメンテナンスが続くなど、多くのトラブルにより快適にゲームがプレイできない環境にあった。これは、開発・運営のディライトワークスが設立したばかりの企業であり開発チームの人数が十分でなかったことに加え、企画元のアニプレックスは本格的なゲーム開発の参入が初となり、予算が乏しかったことなどが原因となる。このようなトラブルから、スクウェア・エニックスに所属していたことのあるディライトワークス代表取締役社長の庄司顕仁が和田洋一に相談したところ、紹介されたのが塩川である。庄司は『Fate/Grand Order』に関する相談を塩川に頻繁にするようになり、これをきっかけに塩川をディライトワークスに誘い入れた。
ディライトワークス入社後は、同社執行役員クリエイティブオフィサーに就任。また、『Fate/Grand Order』においてクリエイティブディレクターに就任し、主にゲーム開発面での監督者として第1.5部まで携わる。2017年末より配信の第2部以降はクリエイティブプロデューサーとしてゲーム開発以外のコンテンツも含めた全体的なFGO PROJECTのプロデュース活動を行う。
2018年4月1日より、大阪成蹊大学芸術学部客員教授に就任。同大学にて学生の指導・育成に取り組むとのこと。同年11月には、ディライトワークスが設立した6つの制作部のうちの第1制作部「DELiGHTWORKS SWALLOWTAIL Studios（ディライトスワロウテイルスタジオ/DSS）」のスタジオヘッドであるゼネラルマネージャーに就任したことが発表された。
2021年2月1日、独立のためソニーグループを退社し、ファーレンハイト213を設立。

## 監訳
- 「レベルアップ」のゲームデザイン : 実戦で使えるゲーム作りのテクニック（2012年8月18日、オライリー・ジャパン、著：Scott Rogers、訳：佐藤理絵子）ISBN 978-4873115634
- 「タッチパネル」のゲームデザイン : アプリやゲームをおもしろくするテクニック（2013年8月17日、オライリー・ジャパン、著：Scott Rogers、訳：佐藤理絵子）ISBN 978-4873116204
- おもしろいゲームシナリオの作り方 : 41の人気ゲームに学ぶ企画構成テクニック（2014年8月26日、オライリー・ジャパン、著：Josiah Lebowitz・Chris Klug（英語版）、訳：佐藤理絵子）ISBN 978-4873116822